# Кипино (Ленинградская область)
Кипино — деревня в Ям-Тёсовском сельском поселении Лужского района Ленинградской области.

## История
КИПИНО — деревня Кипинского сельского общества, прихода села Успенского.
 
Крестьянских дворов — 49. Строений — 225, в том числе жилых — 44. Три ветряных мельницы. 

Число жителей по семейным спискам 1879 г.: 112 м. п., 99 ж. п.; по приходским сведениям 1879 г.: 101 м. п., 104 ж. п.

В конце XIX — начале XX века деревня административно относилась к Тёсовской волости 3-го стана 3-го земского участка Новгородского уезда Новгородской губернии.

КИПИНО — деревня Кипинского сельского общества, дворов — 46, жилых домов — 46, число жителей: 111 м. п., 130 ж. п. 

Занятия жителей — земледелие, выпас телят. Курское болото. Часовня, земская школа, хлебозапасный магазин. (1907 год)

В начале XX века в 400 саженях от деревни находились сопка и каменный крест.

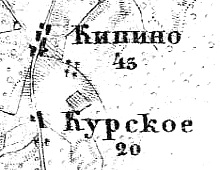
Деревня Кипино на карте 1915 года

Согласно карте из «Исторического атласа Санкт-Петербургской Губернии» 1915 года деревня Кипино насчитывала 43 крестьянских двора и четыре ветряных мельницы.
С 1917 по 1927 год деревня Кипино входила в состав Тёсовской волости Новгородского уезда Новгородской губернии.
С 1927 года, в составе Ям-Тёсовского сельсовета Оредежского района.
В 1928 году население деревни Кипино составляло 213 человек.
С 1930 года, в составе Пристанского сельсовета.
По данным 1933 года деревня Кипино входила в состав Пристанского сельсовета Оредежского района.
C 1 августа 1941 года по 31 января 1944 года деревня находилась в оккупации.
С 1959 года, в составе Лужского района.
В 1965 году население деревни Кипино составляло 66 человек.
По данным 1966 и 1973 годов деревня Кипино также входила в состав Пристанского сельсовета Лужского района.
По данным 1990 года деревня Кипино входила в состав Ям-Тёсовского сельсовета.
В 1997 году в деревне Кипино Ям-Тёсовской волости проживали 14 человек, в 2002 году — 13 человек (русские — 92 %).
В 2007 году в деревне Кипино Ям-Тёсовского СП проживали 7 человек, в 2010 году — 12, в 2013 году — 12.

## География
Деревня расположена в восточной части района на автодороге 41К-659 (подъезд к дер. Курско и Пищи).
Расстояние до административного центра поселения — 5 км.
Расстояние до ближайшей железнодорожной станции Чолово — 19 км.

## Демография
| 1879 | 1909 | 1928 | 1965 | 1997 | 2007 | 2010 |
| ---- | ---- | ---- | ---- | ---- | ---- | ---- |
| 211  | ↗241 | ↘213 | ↘66  | ↘14  | ↘7   | ↗12  |
| 2013 | 2017 |      |      |      |      |      |
| →12  | ↘9   |      |      |      |      |      |

## Улицы
Центральная.